# Гедим минаре
Гедим минаре (азерб. Qədim minarə) — азербайджанские ковры, относящиеся к кубинской группе Куба-Ширванской школы ковроткачества.

## Классификация
Производится в основном в городе Куба. Некоторые ковроткачи называют его просто «Дарайы» или «Сальян хилесы».

## Художественные особенности
Композиция серединного поля ковра значительно отличается от других азербайджанских ковров. В нём цепь «дарагы» (с азерб. — «гребёнка»), направляясь слева и справа серединного поля к центру, образует новые четырёхугольники, которые в свою очередь чаще всего покрываются шебекеобразной сетью. На каждой из них в зависимости размещаются многоугольные гели различного вида и размера. В большинстве случаев их внутренняя часть украшается крестообразными элементами, а внешняя — крючкообразными линиями. Элемент «зенджире», который окружает серединное поле в этих коврах это слово аллах, написанное арабской вязью почерка куфи, которое позже потеряло своё значение и стало элементом декора. В углах серединного поля помещают треугольный элемент «Елпик» (с азерб. — «веер»). Изредка в этих коврах встречаются «джаги», окружающие поле. Бордюр заимствован из ковров, входящих в другие группы. 
Ковер «Гедим минаре» ткут в спокойных тонах. Фон среднего поля — тёмно-синий или красный, вместе с цветом фона должен гармонировать цвет бордюра.

## Технические особенности
Ковры «Гедим минаре» считаются коврами отличного качества Куба-Ширванской школы.
Размер таких ковров — от 120х400 см. На одном квадратном метре ковра находится от 145000 до 200000 узлов. Высота узлов — 5-7 мм.